# Ischnura denticollis
Libélula perteneciente al género cosmopolita Ischnura. Habitan comúnmente en zonas templadas  y subtropicales de México y se reproduce en aguas lenticas

## Descripción de la especie
Los machos tienen una longitud total de 22-26 mm y las hembras 23-26mm. Los machos de esta especie no son territoriales y las hembras presentan polimorfismo donde una de los morfos llamada androcoma presenta una coloración parecida a la del macho e incluso puede imitar bastante bien su comportamiento, por otro lado, hembra ginocroma presenta una coloración grisácea